# Sarah Hardcastle
Sarah Hardcastle (Reino Unido, 9 de abril de 1969) es una nadadora británica retirada especializada en pruebas de estilo libre media y larga distancia, donde consiguió ser subcampeona olímpica en 1984 en los 400 metros.

## Carrera deportiva
En los Juegos Olímpicos de Los Ángeles 1984 ganó la medalla de plata en los 400 metros libre, con un tiempo de 4:10.29 segundos, tras la estadounidense Tiffany Cohen (oro con 4:07.10 segundos) y por delante de su paisana británica June Croft; y ganó el bronce en los 800 metros libre, con un tiempo de 8:32.60 segundos, de nuevo tras Tiffany Cohen y la también estadounidense Michelle Richardson.